# اللجنة المجتمعية لحق المرأة الدنماركية في الانتخاب

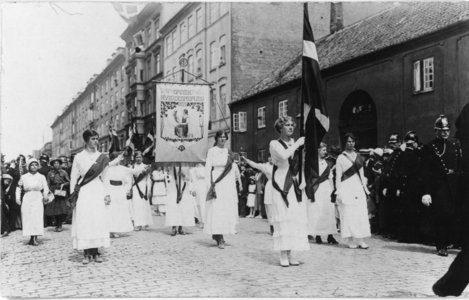

تأسست اللجنة المجتمعية لحق المرأة الدنماركية في الانتخاب (Danske Kvindeforeningers Valgsretsudvalg) عام 1898م من قبل لويز نورلوند بالتعاون مع لين لويلاو، وذلك من أجل تعزيز حق النساء في التصويت والمشاركة في عملية الاقتراع. بعد ذلك تم تغير اسمها في عام 1904م إلى نقابة حقوق المرأة الدنماركية للمشاركة في عملية الاقتراع (Danske Kvindeforeningers Valgretsforbund). تعتبر (DVK)، نقابة حقوق المرأة الدنماركية للمشاركة في عملية الاقتراع، بأنها اتحاد لمجموعة من المنظمات النسائية، ذات الهدف المشترك، اللاتي تسعى لتعزيز حق النساء للمشاركة في عملية التصويت والاقتراع على الصعيدين المحلي والقومي. حيث وقد ازداد بعد ذلك عدد المنظمات التي تعمل تحت مظلة النقابة  من 8 إلى 22 منظمة خلال فترة قيادة نورلاند ما بين عام 1898م إلى عام 1904م، والذي ظلت تحت قيادته حتى عام 1907م. انتقلت بعدها القيادة ولفترة قصيرة خلال ذلك العام لفابييك ساليكاث قبل أن يعود نورلاند عام 1908 للقيادة مرة أخرى، ومن ثم تولت قيادتها السيدة إيلين هانسن.

## الانضمام إلى الاتحاد الدولي لحقوق المرأة
انضمت النقابة عام 1904م إلى هيئة الاتحاد الدولي لحقوق المرأة للمشاركة في عملية الاقتراع (IWSA) التي كانت حينها لاتزال حديثة التأسيس، مما جعل الدنمارك من العشرة الأعضاء الأوائل، ممثلة بـ يوهان مونتير، أول سكرتير دولي، حتى عام 1909م، عندها تولت مهامه من بعده ثورا دوجارد حتى العام 1915م، الذي حصلت به المرأة الدنماركية على حق التصويت والاقتراع.
شارك نورلاند في مؤتمر برلين لعام 1904م وواصل بعد ذلك للمشاركة في تنظيم مؤتمر 1906 في كوبنهاغن. حيث وقد تولى فايبيك ساليكاث إدارة نقابة حقوق المرأة الدنماركية (DVK) لفترة قصيرة عام 1907م إلى أن تولاها مجددًا نورلاند عام 1908، إلى أن تولتها بعد ذلك إيلين هانسن.
شراكة وتعاون
أسس يوهان مونتير في عام 1906م، بالتعاون مع نقابة حقوق المرأة الدنماركية للمشاركة في عملية الاقتراع (DVK)، منظمة حق المرأة في التصويت (KVK)، والتي أصبحت معروفة لاحقًا باسم «نادي موننتيرس فرو». حيث قد قامت بتحرير مجلة كيفين ديستيمرتس-بلادت (Kvindestemmerets-Bladet) الخاصة بأعضاء المنظمة خلال فترة عملها ما بين (1907م-1913م). ناهيك عن عدد اعضائها الذي يصل إلى مائة عضوًا فقط، الا أنه برز دور الكثير من الأعضاء النسائية ذات السلطة و النفوذ خاصة فيما يتعلق بجانبي الحقوق وعملية الاقتراع. انفصلت بعد ذلك منظمة حق المرأة في التصويت (KVK) عن الشراكة مع نقابة حقوق المرأة الدنماركية للمشاركة في عملية الاقتراع (DVK) عام 1913م تقريبًا.

## معلومات أكثر
- المنظمة المحلية لحق المرأة في الاقتراع Landsforbundet for Kvinders Valgret.
- السياق الزمني لمشاركة المرأة في الاقتراع